# ダウンコード
「ダウンコード」は、2001年10月にリリースされたFANATIC◇CRISISの通算21枚目のシングルである。発売元はSTOICSTONE。

## 解説
前作より4か月ぶりのシングル。インストゥルメンタルが収録されたのは「7 [SEVEN]」以来10作振り。さらにカップリングのインストゥルメンタルも収録されたのは「Maybe true」以来12作振り。
本作リリース後にアルバム『beautiful world』がリリースされたが、収録されずにさらにその後のアルバムに収録された。
初動・累計売り上げともに前作を上回り、オリコンでも10作振りにトップ10にランクイン。
タイトル曲は日本テレビ系「AX MUSIC-FACTORY」EDテーマ。
元メンバーの石月努（ボーカル）、kazuya（ギター）、SHUN.（ギター）が結成したバンド・FANTASTIC◇CIRCUSのアルバム『TENSEISM BEST SINGLES 【2001-2004】』（2024年2月28日発売）にセルフカバー版を収録。同バージョンは、ミュージック・ビデオも制作され、2024年2月9日に1コーラス ver.が、FANTASTIC◇CIRCUSの公式YouTubeチャンネルで公開された。

## 収録曲
1. ダウンコード [4:13]
2. 夢見が丘 [3:53]
3. ダウンコード (Vox Less Version)
4. 夢見が丘 (Vox Less Version)

## 収録作品
- 5（#1）
- THE BEST of FANATIC◇CRISIS Single Collection02（#1）
- THE BEST of FANATIC◇CRISIS B-Side Collection（#2）